# Monștri la Muncă
Monștri la Muncă (engleză Monsters at Work) este un serial de animație american dezvoltat de Bobs Gannaway care a avut premiera pe Disney+ pe 7 iulie 2021 ca parte a francizei Pixar Compania Monștrilor.
Bazat pe și o continuare directă a Compania Monștrilor, serialul prezintă vocile lui Billy Crystal și John Goodman revenind la rolurile lor ca Mike Wazowski și James P. "Sulley" Sullivan din filmul original și filmul prequel din 2013 Universitatea monștrilor; diverși alți actori de dublaj din filme revin în roluri ca invitați.
Spre deosebire de alte producții din franciza Monsters, Inc., Pixar nu a produs serialul, fiind în schimb produs de Disney Television Animation, al doilea serial al studioului bazat pe un film Pixar după Buzz Lightyear of Star Command, în care Pixar a co-produs.
Un al doilea sezon a avut premiera pe 5 aprilie 2024 pe Disney Channel. Serialul a primit recenzii pozitive în general din partea criticilor.
Serialul va avea premiera în România pe 22 aprilie 2024 pe Disney Channel.

## Episoade
| Premiera originală | Premiera în România | N/o | Titlu român                      | Titlu englez                      |
| ------------------ | ------------------- | --- | -------------------------------- | --------------------------------- |
|                    |                     |     |                                  |                                   |
| PRIMUL SEZON       |                     |     |                                  |                                   |
|                    |                     |     |                                  |                                   |
| 07.07.2021         | 22.04.2024          | 01  | Bun venit la Compania Monștrilor | Welcome to Monsters, Incorporated |
|                    |                     |     |                                  |                                   |
| 07.07.2021         | 23.04.2024          | 02  | Întâlnește-l pe Mift             | Meet Mift                         |
|                    |                     |     |                                  |                                   |
| 14.07.2021         | 24.04.2024          | 03  | Camera distrusă                  | The Damaged Room                  |
|                    |                     |     |                                  |                                   |
| 21.07.2021         | 25.04.2024          | 04  | Marele Wazowski                  | The Big Wazowskis                 |
|                    |                     |     |                                  |                                   |
| 28.07.2021         | 26.04.2024          | 05  | Acoperirea                       | The Cover Up                      |
|                    |                     |     |                                  |                                   |
| 04.08.2021         | 29.04.2024          | 06  | Automatul                        | The Vending Machine               |
|                    |                     |     |                                  |                                   |
| 11.08.2021         | 30.04.2024          | 07  | Returnări adorabile              | Adorable Returns                  |
|                    |                     |     |                                  |                                   |
| 18.08.2021         | 01.05.2024          | 08  | Monștrii mici                    | Little Monsters                   |
|                    |                     |     |                                  |                                   |
| 25.08.2021         | 02.05.2024          | 09  | Zi rea pentru păr                | Bad Hair Day                      |
|                    |                     |     |                                  |                                   |
| 01.09.2021         | 03.05.2024          | 10  | Este râsul pe care îl urmăresc   | It's Laughter They're After       |
|                    |                     |     |                                  |                                   |
| SEZONUL 2          |                     |     |                                  |                                   |
|                    |                     |     |                                  |                                   |
| 05.04.2024         | 06.05.2024          | 11  |                                  | A Monstrous Homecoming            |
|                    |                     |     |                                  |                                   |
| 05.04.2024         | 07.05.2024          | 12  |                                  | The C.R.E.E.P. Show               |
|                    |                     |     |                                  |                                   |
| 13.04.2024         | 08.05.2024          | 13  |                                  | Setting the Table                 |
|                    |                     |     |                                  |                                   |
| 13.04.2024         | 09.05.2024          | 14  |                                  | Opening Doors                     |
|                    |                     |     |                                  |                                   |
| 20.04.2024         | 10.05.2024          | 15  |                                  | It's Coming From Inside the House |
|                    |                     |     |                                  |                                   |
| 20.04.2024         | 13.05.2024          | 16  |                                  | Field of Screams                  |
|                    |                     |     |                                  |                                   |
| 27.04.2024         | 14.05.2024          | 17  |                                  | Monsters in the Dark              |
|                    |                     |     |                                  |                                   |
| 27.04.2024         | 15.05.2024          | 18  |                                  | Lights! Camera! Chaos             |
|                    |                     |     |                                  |                                   |
| 04.05.2024         | 16.05.2024          | 19  |                                  | Descent into Fear                 |
|                    |                     |     |                                  |                                   |
| 04.05.2024         | 17.05.2024          | 20  |                                  | Powerless                         |